# Szabó Lőrinc
Szabó Lőrinc, teljes nevén Gáborjáni-Szabó Lőrinc József (Miskolc, 1900. március 31. – Budapest, VIII. kerület, 1957. október 3.) Kossuth- és József Attila-díjas költő, műfordító, a modern magyar líra nagy alakja.

## Életpályája
Szülei: Szabó Lőrinc mozdonyvezető, vasúti fékező és Panyiczky Ilona. Ősei kálvinista lelkészek és tanítók voltak. Bethlen Gábor erdélyi fejedelemtől a család nemességet is kapott, „gáborjáni” előnévvel.
A család hamar elköltözött Miskolcról, iskoláit a fiatal Szabó Lőrinc már Balassagyarmaton és Debrecenben végezte. 1918-ban besorozták, ezért márciusban hadiérettségit tett, majd november elejéig katona volt. A Tanácsköztársaság után egyetemistaként került a fővárosba; eredetileg gépészmérnöknek készült, de pár hét múlva átiratkozott a Budapesti Egyetem bölcsészettudományi karára. Tanulmányait nem fejezte be.
Első, még parnasszista hangvételű verseivel a Nyugat szerkesztőjénél, Babits Mihálynál személyesen jelentkezett, aki a verseit csak később közölte, ám a szerzőt szinte azonnal bevezette az írók akkori kedvelt találkozóhelyére, a Centrál kávéházba, rövid egyetemi tanársága idején demonstrátorává fogadta, utóbb pedig lakását is megosztotta az albérletekben nyomorgó egyetemi hallgatóval.
Szabó ifjú diákként már latinból, görögből (mindjárt a legnehezebbet, Pindaroszt), németből és franciából fordított, jegyzeteit gyorsírással készítette, és Babits közvetlen tanítványaként angolból magyarította kiadók számára a FitzGerald-féle Omar Khajjám-verseket, majd Shakespeare összes szonettjét és Coleridge Ének a vén tengerészről c. balladai remekét. A Baudelaire-centenáriumra készülve pedig két nagynevű költő−műfordító: Babits és Tóth Árpád választotta társául, hogy hárman fordítsák le a múlt századi költő gyűjteményes verskötetét, a Fleurs du Mal-t. E fordítás nemcsak Baudelaire bemutatása, hanem a századelő magyar versnyelvének, a szecessziónak is összefoglaló emlékműve lett.
Első versei a Nyugat 1920. júniusi számában jelentek meg. Ekkorra már járatos volt a legújabb európai költészetben. Babits mellett – és talán ellenében is – Stefan George költészetét tartotta példaképének, amellett tájékozott volt a századelőtől kifejlődő avatgard mozgalmakban is, melyekhez kritikusan viszonyult. Első kötete, az 1922-ben megjelent Föld, Erdő, Isten ritka elismerést váltott ki. Formátumát külön is méltatta a Nyugat, hiszen a híres Kner kiadó és nyomda egyik legszebb kiadványa volt. Szabó költőisége szerencsésnek mondható csillagzat alatt indult: egy történelmi katasztrófa sújtotta környezetben poétikailag érvényesen tudta egyszerre megéreztetni a mindennapi ember kiszolgáltatottságát, a fiatal ember pánerotizmusát és a létezés rendjében való tájékozódást.
A kötet még Babits baráti védettségében, ifjonti szerelmek és az egyetemi társasági élet sikerei idején keletkezett, ám megjelenésekor ez a védettség már a múlté, ugyanis a fiatalember és mesterének viszonya örökre megromlott, sőt ellenségessé vált, miután Babits elszerette tőle a menyasszonyát, Tanner Ilonkát, aki később Török Sophie néven költőnő lett. Szabó, egyetemi tanulmányait abbahagyva, megnősült: 1921. december 31-én a Józsefvárosban elvette Mikes Klárát, Az Est-lapok irodalmi szerkesztőjének, dr. Mikes Lajosnak a lányát, aki akkoriban özvegyült meg és nála 5 évvel idősebb volt. Klára asszony lett a családfenntartó, akire rászakadt az értelmiségi nyomor.
Szabó állást vállalt Az Est-lapoknál: előbb gyorsíró hírlejegyző, majd stílszerkesztő lett. Az Est-lapok konszernje az I. világháború után szerveződött meg: egy bulvárlap, Az Est újgazdag tulajdonos-szerkesztője, Miklós Andor felvásárolta az ország két nagy múltú liberális lapját, a Pesti Naplót és a Magyarországot, majd az Athenaeum könyvkiadót és nyomdát. Ezzel létrejött a főváros legjelentősebb sajtókonglomerátuma. Szabó előbb Az Estnél dolgozott, majd másfél éves megszakítás (1926–27) után a Pesti Naplóhoz hívták vissza, végül 1928 őszétől 1944 végéig a Magyarországnál volt olvasószerkesztő. Mikes 1922. május 6-án elindította Az Est-konszern három lapjára kiterjedő irodalmi rovatot. A költő számára így hosszú ideig Az Est-lapok nemcsak munkahelyet, de publikációs lehetőséget is jelentettek. Noha szellemiségével nemegyszer vitában állt, sőt vezetőivel konfliktusai is voltak olykor (lásd Öreg barátaimhoz címzett vitatkozó versét 1932-ből), a tulajdonos Miklós Andor, majd özvegye, Gombaszögi Frida, valamint – amíg élt – Mikes támogatását is élvezhette a lapkonszern fennállása idején, egészen 1939-ig (Mikes az irodalmi rovatot vezette). Verseit, fordításait, tárcáit, riportjait ez a zsidó tulajdonban lévő, liberális lapkonszern jelentette meg. Összes írásai, melyek a háború utáni igazolása idején megítélés tárgyát képezték, mindhárom napilapban megjelentek (továbbá a szintén humanista értékeket képviselő Nyugatban is), az igazolási tárgyaláson pedig az egykori tulajdonos egyértelműen kiállt a költő mellett.

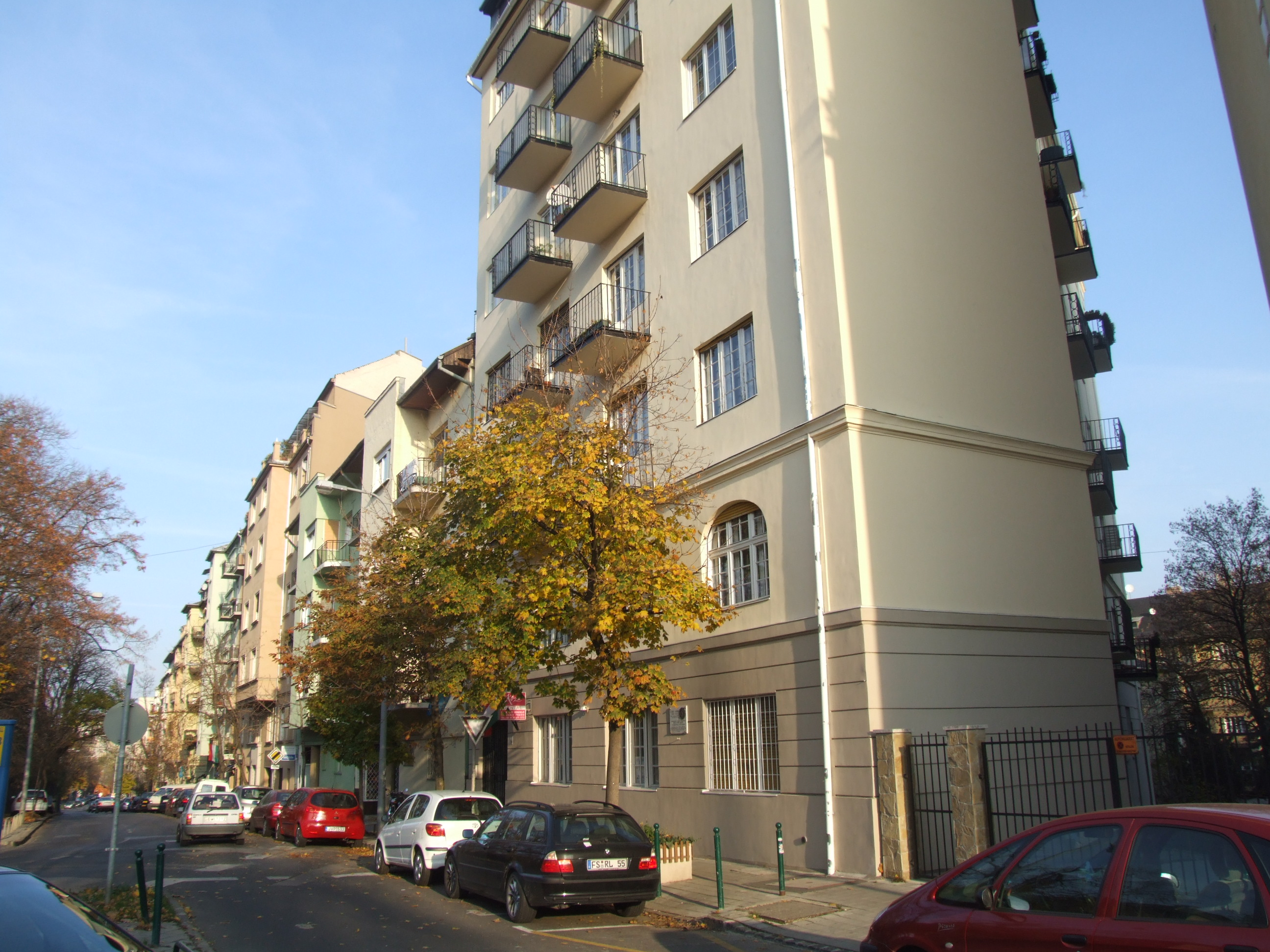
Ahol a Lóci-versek születtek: a Németvölgyi út 16. (egykor 6.) számú ház

Ekkortól szerveződött Szabó kalandokkal teli szerelmi élete is. Egyik fellángolásának köszönhette az akkori legrangosabb magyar festő, Rippl-Rónai József róla készített fiatalkori portréját, életútja ugyanis rövid ideig Rónai híres modelljével, Zorkáéval fonódott össze. A rövidebb-hosszabb liezonok mellett 1924 végétől előbb titkos, majd 1928 nyarán – egy drámai feltárulkozás során – a feleség számára is nyilvánvalóvá váló kapcsolata kezdődött neje legjobb barátnőjével, Vékesné Korzáti Erzsébettel, aki utóbb kiválóan képzett individuálpszichológus nevelőnő lett, s az ostrom alatt sorra mentette a megrázkódtatásokon átesett zsidó gyermekeket, amiért 1993-ban a jeruzsálemi Jad Vasem a Világ Igaza címmel tüntette ki. Korzáti ekkor még egy jól menő szegedi, polgári származású fehérnemű-kereskedő hitvese volt, az évtized végére azonban már a csőd szélén álló kereskedő válófélben lévő felesége.
A költő házasságának történetét a Harminchat év című posztumusz levelezésgyűjtemény ismerteti, szerelmi kapcsolatát pedig A huszonhatodik év 1950–51-ben írott szonettciklusa és a Huszonöt év címmel a 2000-es könyvhétre megjelentetett dokumentumkötet örökíti meg. 
A fiatal író-költőnemzedékek életében rendre bekövetkező generációs szervezkedésnek, mely a mester (ez esetben Babits) és az elindító folyóirat (nála a Nyugat) ellen irányult, és az akkori fiatalok esetében 1923-tól kezdve érlelődött, Szabó vált egyik vezéralakjává; ő lett a főszerkesztője folyóiratuknak is, az 1927-ben meginduló Pandorának. A folyóirat története a szokásos: a szerkesztők közötti széthúzás és anyagi okok (eladósodás) miatt megszűnt (az 5–6. szám már összevontan jelent meg), aminek következtében Szabó másfél évre munka nélkül maradt. A lap fő értéke az volt, hogy a harmincas évekre ellenfelekké váló urbánus–népi vonal követői ekkor még egy baráti körbe sereglettek – Szabó Lőrinc itt került kapcsolatba a népi írók körével, személyes jó barátja volt többek közt Kodolányi János, akivel több lapnál együtt dolgozott.
Ezen időszak kötetei: a Kalibán! (1923), a Fény, fény, fény (1926) és A Sátán műremekei (1926). Stefan George klasszikus modernsége, a Kurt Pinthus szerkesztette Menschheitsdämmerung c. antológia avantgardja, valamint – Németh László és Rába György érzékeny megfigyelése szerint – a görög kardalok hatására olyan monológ-verset alakított, amelyben a szociális feszültséget és a korszak kulturális züllését feloldandó, egybefogta a Költő alakját egyfajta Vezér-képzettel, mint azt éppen a George-kör ideológusa, Max Kommerell mutatta be a Hölderlinnel záruló klasszikus német költészetre hivatkozva. Szabó szociális elégedetlensége következtében a „legyen a költő hasznos akarat” ars poeticájával eljutott a „Kellenek a Gonosz fegyverei!” szélsőségességéig: versében perverz gondolati ellenkezéssel – borzadva, mégis hódolattal – idézi Kalibánt (1923), a könyvégető modern technikust, és vele mondatja (Eliot Coriolanus-töredékeivel egyidőben) az elképzelt Vezér világmegváltásra készülő hatalmi programját (1928) – hogy rögtön kétségbe is vonja azt. Versei a kor európai expresszionista verseitől abban különböznek, hogy ő nem hitt a lázadás messianisztikus, jövőt szolgáló hivatásában, hanem a változtathatatlanság feltételezésével írta néptribuni indulatú verses szónoklatait.
Később, megújult poézisének horizontjáról átdolgozta a húszas években keletkezett verseit. Ekkori művei mégis hozzájárulhattak költői megújhodásához és a bennük felhalmozódó ellentmondások a világlíra folyamatába kapcsolhatták őt. Hangsúlyozandó, hogy nem szöveghatásról, hanem a világirodalom egymást nem ismerő alkotóinak egymástól független kísérleteiről van szó, amelyek csak a mából visszatekintve munkálnak össze világirodalmi értékű eredmények alakításában. Olyan költői kísérletek jelentek meg, amelyek végeredménye alapvetően megváltoztatta a költészet hagyományos kérdező-horizontját.

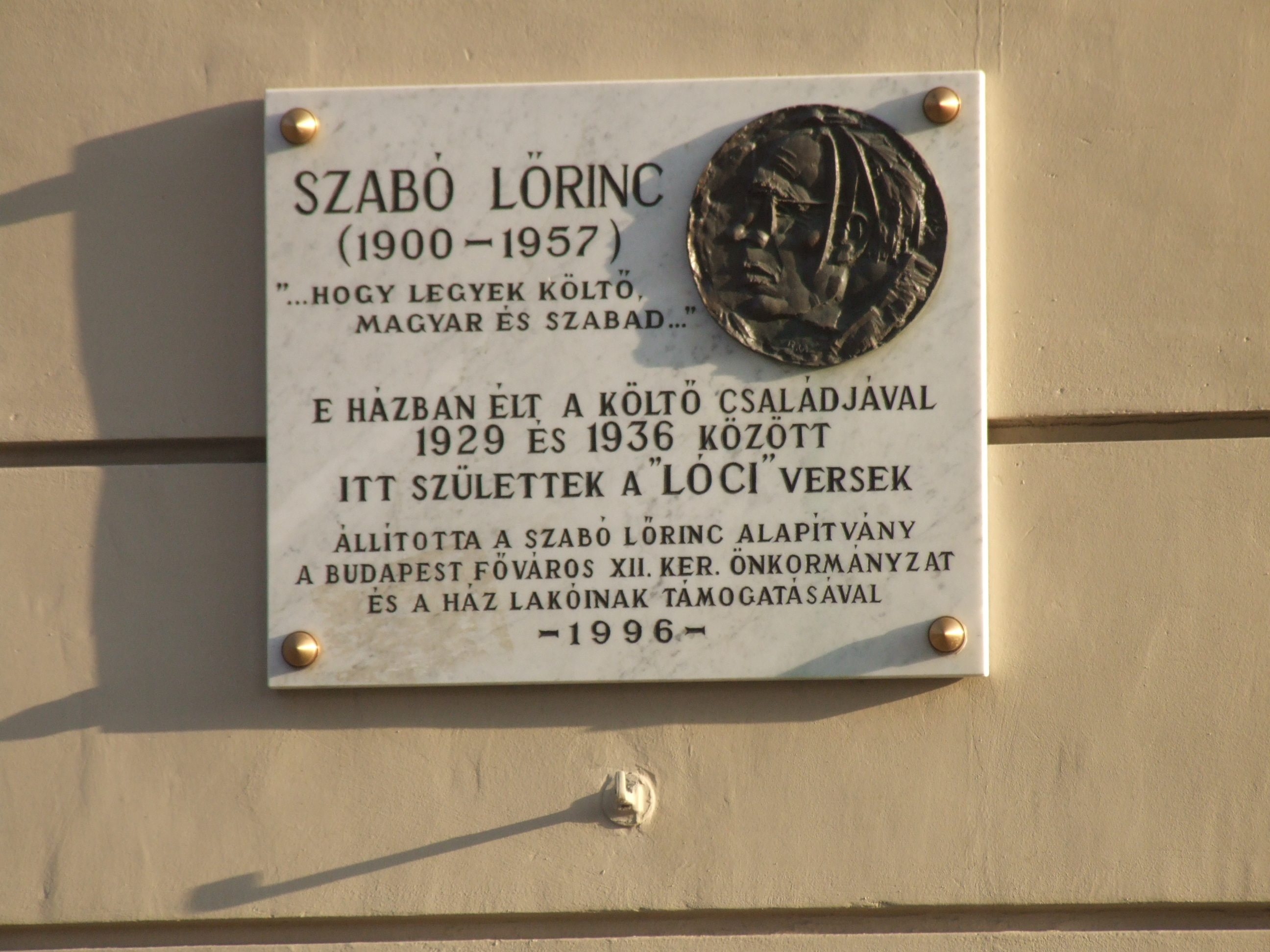
Emléktábla a ház falán

Az 1932-ben megjelent Te meg a világ című kötet verseiben − Stirner szélsőségesen individualista filozófiájától is ihletve − a személyiség szenvedélyes szabadságharcát vívja a költő. Sokak megítélése szerint ez a kötet – József Attila Eszmélet körüli verseivel egyetemben – a század magyar lírájának csúcsteljesítménye, olyan konok és következetes költői megszólalás, amely állandó igazságra törekvésével éppen az egyetlen Igazság létezését kérdőjelezi meg; a költői pálya beteljesítése ellenére azt tudatosítja, hogy az ember nem érhet el semmilyen teljességet; a hit szolgálatában álló kálvinista papi nemzedékek neveltjében éppen e kötet során bicsaklott meg a hit: Istenhez vágyódását a tények rideg tisztelete utasíttatja vissza minduntalan. Ebben a kötetben rögzült az a gyakorlat, amelyet dialogikus költői paradigmának nevezhetünk. A művön belüli poétikai különböztetéssel egyszerre jelenik meg aktor és néző: „az élet színjátékában nézők és ugyanakkor szereplők is vagyunk” – ahogy a fizikus Heisenberg idézte Niels Bohrnak a műalkotásra és a tudományos ténykedésre egyként érvényes metaforáját. A művön belül egyszerre szólal meg a változtatni akarás vággyal teli szólama és a változtathatatlanság tudomásulvételének törvénymondása.
Szabó költészete első olvasásra könnyen érthető − de pont ezért könnyen félre is érthető. Ugyanakkor a nyelvi extravaganciákat kerülő, grammatikai pontosságú mondatok és a hagyományos versalakzatok éppen az ellentmondásosság megjelenési formái, melyek az állítás, kétségbevonás és tagadás egyszerre való jelenlétét biztosítják a versben. Nála nem a szöveg folyamatossága rejti az ellentmondást, hanem a szöveg és a poétikai alakzat egymást keresztezése. A sor és a strófa nem az elbeszélés kiegészítője, hanem a megszakítója. Versében a mondat sohasem esik egybe a sorral, hanem sorközi metszettől metszetig tart. Sőt még a görög klasszikus verselési jellegzetességek sem a sor formájában jelennek meg, hanem azok is sormetszettől metszetig érvényesek. Így sajátos sor−mondat-aszinkronitás jön létre. A jambusi jellegű sor szétvágja a mondatot, a rímek hangzatosan egyfajta recitálást biztosítanak, a mondat ugyanakkor az enjambement-ok segítségével a sorok között alakul, sokszor klasszikus metrikai formákkal erősítve.
Költői és versfordítói rangja a Te meg a világ c. kötet megjelenésétől nyilvánvalóvá vált. Shakespeare-darabokat, Baudelaire-től a Romlás virágait, Villon Nagy Testamentumát, Molière Nők iskoláját, Goethe Werther szenvedéseit fordította, de több Verlaine-, Tyutcsev-, Puskin- és Krilov-művet is átültetett magyarra, olyan színvonalon, amit minden rendszer kénytelen volt díjakban is elismerni. A két háború közötti kulturális élet legrangosabb irodalmi elismerését, a Baumgarten-díjat háromszor nyerte el (1932, 1937, 1944), a La Fontaine Irodalmi Társaság pedig 1932-ben rendes tagjává választotta, műfordítói érdemeinek elismeréséül. A konzervatív irodalmi életet összefogó Kisfaludy Társaság a Kosztolányi halálával megüresedett helyre 1937-ben őt választotta tagjává. Budapest Székesfőváros Arany János Érmét 1940. június 28-án kapta meg, felnevelő városában, Debrecenben pedig 1943. december 8-án vette át az ottani Irodalmi Társaságok és a Nyári Egyetem Csokonai-díját. Közvetlenül a német megszállás előtt az Irodalompártoló Társaság díját is elnyerte.
Behívták katonának, 1944-ben már főhadnagyi rangban szolgált. Emiatt 1945 után letartóztatták, és csak nehezen sikerült tisztáznia magát. Ráadásul a Pandora miatt a korábban baloldalinak tekintett írót jobboldalinak bélyegezték, annál is inkább, mert találkozott Gömbös Gyulával, ráadásul egy lillafüredi írótalálkozón előadást tartott a háborús költészet esztétikájáról. Az irodalmi élet peremére szorult, sőt az is tiltakozást váltott ki, amikor 1947. december 17-én a Magyar Írók Szövetsége – heves vita után – tagjai közé fogadta. Ugyancsak tagja lett a Magyar Népköztársaság Irodalmi Alapjának, az 1956-os forradalom előtt (szeptember 17.) pedig beválasztották a szövetség elnökségébe. Műfordítói tevékenységéért 1948-ban Puskin-emlékéremmel tüntették ki (különösen Majakovszkij-fordításaiért), 1949-től viszont megint nem publikálhatott. Ezekben az időkben műfordításokból tartotta el magát. 1954-ben megkapta a József Attila-díjat, majd 1957. március 15-én a háború utáni legmagasabb állami művészeti kitüntetést, a Kossuth-díjat (Kodály Zoltánnal és Németh Lászlóval együtt).
Egy 1944-es levelében erről így vélekedett: „Úgy látszik, hogy »poésie pure« felfogásomat ma, jobb és bal, legalábbis ami ebből az én személyemet illeti, értené és méltányolná.” E szellemi pozícióját kései emlékezéseinek, a Vers és valóságnak kiegészítő folytatásában így határozta meg: „1932–37 táján lélekben erősen érintett az úgynevezett népi gondolat. Azután már senki, semmi. Kivéve a zenét és a szerelmet.” Ezzel a állásfoglalással egyértelműen szembehelyezkedett mindenfajta ideológiával. A mindent meggondolás vágya és a mindenből kiválás egyidejű kényszere már élete során és utána is számtalan félreértésre adott okot alakjának és életművének megítélésében, amelynek tisztázására a 2000-es évektől nyílt alkalom és lehetőség.
A Te meg a világ kötete utáni évtizedekben a magánember viszontagságait a költő ellenirányú tájékozódásával „ellenpontozta”: a Különbéke (1936), de még inkább a Harc az ünnepért (1938) és a Tücsökzene (1947) verseiben; ez utóbbi az emberi életről szóló eszmélkedés, melynek vonulata személyes életrajzát követi. Összes verseit 1943-ban, műfordításainak, az Örök barátainknak első gyűjteményét 1941-ben, a másodikat 1948-ban jelentette meg, a politikai változások okozta félelemtől hajtva, versenyt futva az idővel. 
Ehhez kapcsolódott egy újabb személyes tragédia. A Magyar Nemzet 1950. február 16-i számában a következő gyászjelentés olvasható: „Vékes Ödönné született Korzáti Erzsébet hirtelen elhunyt. (...)” Ezzel a gyászhírrel zárult egy 25 évig tartó szerelmi történet, de ezzel kezdődött el az a bizonyos 26. esztendő is, mely címadója lett egy 120 szonettből álló, tragikus-gyászosan elmélkedő és eszmélkedő ciklusnak (A huszonhatodik év). Az emlékezés során a költő hármójuk: a kedves, a feleség és saját szempontjából gondolja végig az elmúlt negyedszázad történetét, az immár megválaszolhatatlan kérdésnek állandó ismételgetésével: miért vállalta kedvese az önkéntes halált 1950. február 12-én, szombatról vasárnapra virradó éjjel, a Ráth György u. 54. első emeleti lakásában. Persze a ciklus jóval több ennél: az intertextuális összegzésen túl a létezés mikéntjének meg-megújuló faggatása, a történet átgondolásának és időbeli újraírásának, sőt átírásának kísérlete.
Olyan reménytelenül létrejött alkotások ezen évtizedek versei, amelyek az egyetlen Igazság széthullásának tudatában az Egyes ember igazságának védelmét mégis magukba foglalják, felmutatva „az Egy álmai”-t; ezáltal a költői alkotást, mint az önmegvalósítás még lehetséges esélyét jelentették a világháborúk és személyes tragédiák hatására a történelmi-szociológiai célját veszítő embernek; mindebből következően a hitetlenség rideg mélypontján mintha a költészet sajátos megváltást is sugallana: „két kezével egyszerre tart az isten / s ha azt hiszem, hogy rosszabb keze büntet, / jobbja emel, és fölragyog az ünnep.” A versek megoldásokat ugyan nem adnak, de elszánt kérdéseket fogalmaznak és a felelet hiányától szenvedő keresésre késztetnek. A Te meg a világ kötetében kialakított dialogikus poétikai paradigma továbbformálását jelentette az 1932 utáni költészete: a dialogikus poézis klasszicizálódását. A személyiségre és történelemre összpontosított dialógus átrendeződött, a mikrokozmosz a makrokozmoszban méretik meg. Lehet ez ódaian felemelő, harmonikusan kiegyensúlyozott, vagy ennek ellentéteként a különbözést lefokozóan hangsúlyozó, a költői személyiségben és az emberi létezésben egyként megkínzó, megalázó és kiszolgáltatottá tevő. Bár mindig magát „figyelte”, egyúttal a történeteknél mélyebb archetípusokat (igen gyakran a keleti filozófia meséit) kereste arra, hogy az ember nélküli létezés hangjait, eseményeit, tárgyait meghallja, lássa, észlelje – belevonja az emberi tudatba, talán az általa is fordított Angelus Silesius hatására alakítva az elképzelt halálban való emberi létezést, mint erre Kontor István figyelmeztet dolgozatában, és ahogy a Tücsökzenében maga a költő is kimondta: „De, hogy a Mindenség is csak egy Költő Agya, úgy látszik, igaz.”

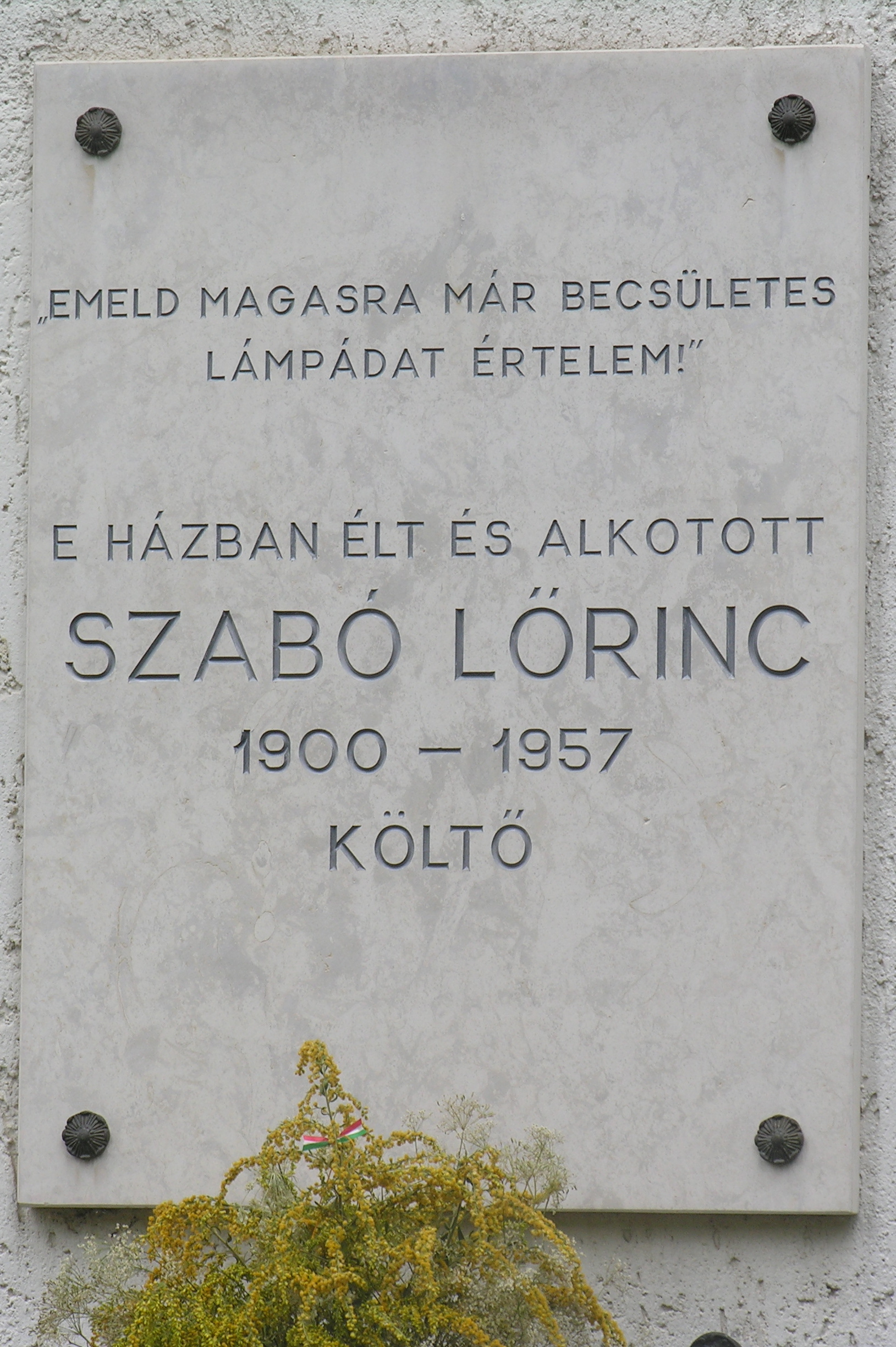
Szabó Lörinc emléktáblája egykori lakhelyén, a Volkmann utca 8. szám alatt

Ebben akarta megtalálni azután a világ esetlegességeit, benne például önmagát, belőle eredeztetve veszélyeztetettségét is. A világ viszonyítottságát figyelte: a létezésben benne lévő tudatnak a léttényekkel való szembesülését tette leírhatóvá. Kortársai közül aki ezt a lépést tudatosan nem tette meg: Gottfried Benn. Élete vége felé is szemére vetette Eliotnak poétikai váltását, a metafizika bevonását a poétikába. Ugyanakkor Rilke Orpheus-szonettjeitől a kései Yeatsig, az Ash Wednesday utáni Eliottól a Különbéke, a Harc az ünnepért és a Tücsökzene Szabó Lőrincéig, a Költőnk és kora c. kései versét író József Attilájától Pilinszkyig, a cantók Ezra Poundjától Weöres Sándorig talán ebben kereshető a harmincas évektől alakuló alkotói retorika meghatározó jellegzetessége.
A háború után a költő életmenete leegyszerűsödött: barátok vendégeként töltötte nyarait, főleg a Balaton mellett, és a világirodalom klasszikusait fordította különböző kiadóknak. Munkahelye ekkor már a saját könyvtárszobája volt. 1935. május elején átköltöztek Pasarétre, a ma már szintén emléktáblával megjelölt Volkmann u. 8. számú házba; könyvtárának átszállítására maga a költő felügyelt.
A kedvesét sirató gyászév megfeszített műfordítói és gyászszonetteket termő nehéz munkája következtében 1951. október 10-én szívtrombózist kapott, amit azonban még szinte észrevétlenül, lábon húzott ki költőbarátjánál, Illyés Gyulánál Tihanyban. 1954 szilveszterén másodszor is szívroham érte, ezúttal súlyos infarktus, amely sürgős kórházi kezelést tett szükségessé. 1956 hosszú telén sokízületi gyulladás gyötörte. 1957 őszén, amikor ismét rosszul lett Illyéséknél Tihanyban, megint trombózisra gyanakodtak, ám kiderült, hogy áttételes tüdőrákja van.

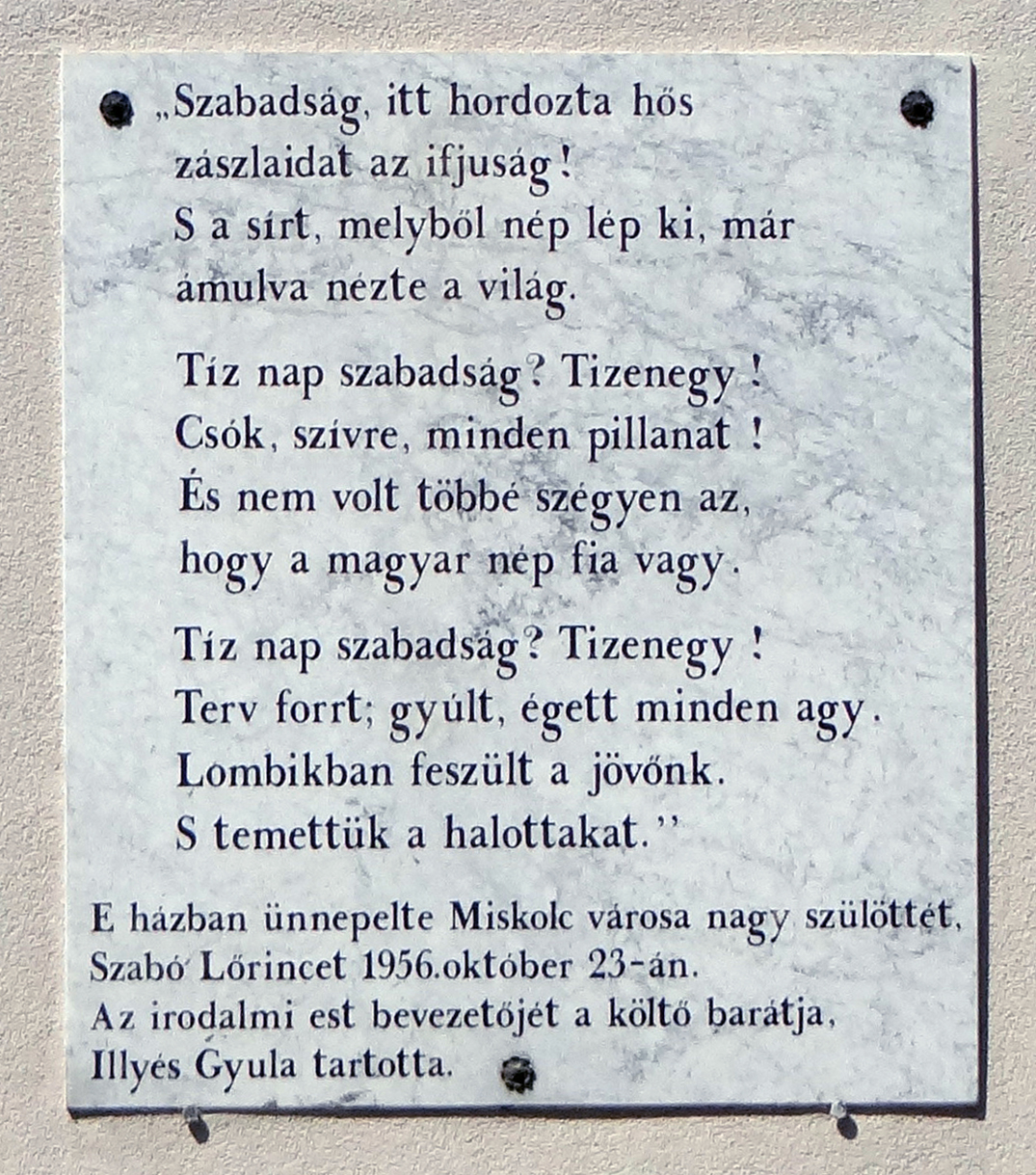
Az 1956. október 23-i, Kossuth Lajos utcai költői est emléktáblája

1956 magyarországi megújulása meghozta a költő méltó ünneplését is. Szülővárosa október 23-án, a forradalom kitörése napján köszöntötte (ezt örökítette meg történeti monográfiájában Fazekas Csaba: A ciklon szélcsendjében). Az irodalmi est bevezetőjét a költő barátja, Illyés Gyula tartotta. A nevezetes október 23-i költői estnek Miskolcon a Kossuth Lajos u. 11. számú ház adott helyet, mely eseményre tábla emlékeztet az épület falán. Így a forradalom napjai Miskolcon egybefonódtak a már életében is klasszikusként ünnepelt költő jelenlétével. Akkor keletkezett versciklusát Kabdebó Lóránt évtizedekig fénymásolatban őrizte – mondván, ha több helyen megvan, biztosabban megmarad –, és mihelyt lehetőség nyílt rá, publikálta is a Magyar Nemzetben.

### Halála és temetése
Szabó Lőrinc 1957. május 13-án még látta Tihanyban a holdfogyatkozást, amelyről utolsó befejezett (május 16-án véglegesített) versét írta, majd el is küldte a Tücsökzene új kiadását előkészítő szerkesztőnek, Domokos Mátyásnak. A halálos kórral küszködő, nagybeteg költő állapota 1957 nyarán egyre romlott, majd ősz elején válságosra fordult. Sorsa október 3-án délután 3 óra előtt öt perccel teljesedett be Budapesten, a Fiumei (akkor Mező Imre) út 17. szám alatti kórházban, a vezető professzoráról Gömöri-klinikaként emlegetett intézmény I. emeleti, 119-es szobájában.
Az elhunytat a magyar irodalom, művészet és politikai élet nagyságainak pantheonjában, a Fiumei úti sírkertben helyezték örök nyugalomra október 8-án, nagy állami tiszteletadással. A párt és a kormány részéről jelen volt többek között Münnich Ferenc és Aczél György, valamint Mihályfi Ernő művelődésügyi miniszterhelyettes, aki ezekkel a szavakkal zárta hivatalos búcsúztatóját: „Meghalt Szabó Lőrinc, de mi nem búsulunk, mert ugyanazon a napon, amikor meghalt, a Szovjetunióban fellőtték a Szputnyikot!” Az írótársak nevében Fodor József búcsúzott a korán elhalt költőtől, de a kimért hivatalosságtól elkülönülve, a ravatal mellett, a résztvevők számára alig észrevehető pillanatban rövid gyászbeszédet mondott Illyés Gyula is, aki utolsó éveiben Szabó legjobb barátja volt: „Barátaid, küzdőtársaid megbízásából és kívánsága szerint mondok búcsút, kedves Lőrinc. Mindazok nevében, akik képtelenek fölfogni, hogy nem vagy, mert régtől fogva jól tudják, hogy ki voltál és ki leszel: halhatatlan szellem, a legnagyobbak közül való. Se veszteségünket felmérni, se fájdalmunkat kifejezni nincs méltó szó. Köszönjük, hogy életünk alkotórésze lettél. Nyugodj békében.” Joó Sándor pasaréti lelkész pedig igehirdetésében Jób 19:25-öt idézte: „Tudom, hogy az én Megváltóm él és utoljára az én porom felett megáll…” És még ezeket fűzte hozzá: „Egy sokat szenvedett ember, a bibliai öreg Jób mondta ezt, amikor már minden emberi vigasztalás, erő és hatalom csődöt mondott. Én tudom, hogy az én Megváltóm él.” Végül mélységes meggyőződéssel vonatkoztatja ugyanezt magára az elhunytra is: „Tudom, hogy merész ez a kijelentés, de van alapja: Isten szava, Igéje, ígérete!”

## Életművének értékelése
Költői és műfordítói életműve a magyar líra ritka kivételes teljesítménye. Életműve nemcsak valamely történeti jelen idő eseményeinek átélése, emberi és társadalmi igények bejelentése, hanem a létezés egészében való jelenlét átgondolásának poétikai alkalma. A költő Tao te king című, 1931-ben írott versének szavaival: „igaz egész csak ellentéteiddel együtt lehetsz”. Szabó Lőrinc versében egyszerre minden „épül és omlik”. Minden állítását ugyanabban a mondatban kétségbe is vonja. Nem a tagadás szándékával, hanem a kérdezés pontossága érdekében. „Te is egy lehetséges világ vagy” – hangoztatja a Russell filozófiájából átvett biztatást. Ennek érdekében kérdezi végig Russell és Stirner filozófiáját, majd a kelet bölcseit. Szabó Lőrinc verseinek sokak által dicsért formai erőssége: ennek a sokféleségnek az összefogása a kompozícióban. Sokat emlegetett merész poétikai szabálytalanságai: a változtathatatlannak látszó rend szabályain ütött sebek; az üdvözülésért kiáltó szenvedés ziháló jajdulásai. Mintha a 20. század világirodalmának olyan nagy lírikusai vitatkoznának ezekben a költői szólamokban, mint Gottfried Benn és T. S. Eliot, akiket ő maga is fordított. Verseinek többféle olvasata érvényes lehet, mégis, talán a többféle tendenciájú olvasatnak egyszerre való megjelenítése adhatja a Szabó Lőrinc-i költészet világirodalmilag is érvényes jelentőségét.
Életműve a huszadik századot leginkább reprezentálók közé tartozhat. Azt a századot szólaltatja meg, amelyben minden következetes törekvés éppen önmaga ellentétére váltott át; ahol a kimondott szó a megfogalmazásba fogás pillanatától máris mást fedez; a tett pedig oly sokszor élt ellenkezésben az erkölccsel; és az ember végső menedéke, a magány is újabb kiszolgáltatottság terepévé lényegül át: „Magányod barlangját kard kutatja át” – írta 1931-ben Politika című versében. Minden látványosan önmaga ellentéteként is létezik. Egyidejűleg is, de utólag szemlélve még inkább. Költőként is, és magánemberként is keresztúton állt, mint évszázadának emberisége.
(Forrás: Kabdebó Lóránt)

### Emlékezete itthon

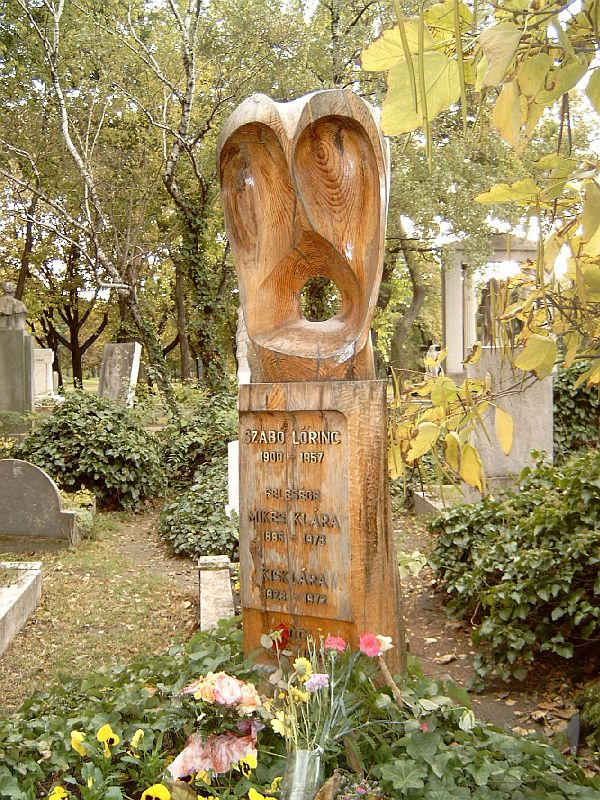
Szabó Lőrinc sírja Budapesten. Kerepesi temető: 34-5-43/44. Csóti Imre alkotása

Szabó Lőrinc barátai és küzdőtársai minden évben felkeresik sírját halálának óráján, hogy tisztelegjenek emléke előtt és leróják kegyeletüket. Velük együtt jönnek a tisztelők újabb és újabb nemzedékei, a róla elnevezett iskolák küldöttségei is. Életműve fennmaradt szövegeinek hamarosan teljes kiadása válik szó szerint kézzel foghatóvá. Életében, de a halálát követő időben is az újabb és újabb generációk a maguk különböző horizontjáról olvasva és újraolvasva győződnek meg poézise igazi, halhatatlan értékeiről. Az Akadémia támogatásával 1997-ben a Miskolci Egyetemen létrejött Szabó Lőrinc-kutatóhely olyan tudományos műhellyé fejlődhetett Kabdebó Lóránt vezetésével, amely úgy vált a filológiai kutatás centrumává, hogy egyben Szabó Lőrinc költészetének történeti és poétikai értelmezésére is vállalkozik. Szülővárosában, Miskolcon, 1995 óta pedig Budapesten, a II. kerületben is viseli nevét egy-egy iskola.
Szabó Lőrinc 1998 óta a Digitális Irodalmi Akadémia posztumusz tagja.

### Emlékezete külföldön
- 2002. június 8.: első külföldi emléktáblájának avatása Titisee-Neustadtban (Németország)
- 2004. szeptember 24.: emléktábla-avatás Abbáziában (Opatija, Horvátország)
- 2005. október 15.: emléktábla-avatás a Macocha-szakadéknál (Csehország)
- 2007. április 20.: emléktábla-avatás Dubrovnikban[10]
- 2009. október 9.: emléktábla-avatás Avelengóban (Hafling, Dél-Tirol/Bolzano, Olaszország)
- 2011. május 21.: emléktábla-avatás a dalmáciai Korčulában

## Művei

### Verseskötetei
- Föld, erdő, Isten. Versek; Kner, Gyoma, 1922
- Kalibán! Versek; Athenaeum, Bp., 1923
- Fény, fény, fény. Versek; Kultúra, Bp., 1926
- A sátán műremekei. Versek; Panadora, Bp., 1926
- Te meg a világ. Versek; Pantheon, Bp., 1932
- Csinnadratta; rajz Janovits István; Athenaeum, Bp., 1933
- Szabó Lőrinc válogatott versei; Nagy K. és Tsai., Debrecen, 1934 (Új írók)
- Különbéke. Versek; Athenaeum, Bp., 1936
- Reggeltől estig. Egy repülőutazás emléke. Molnár C. Pál fametszeteivel; Magyar Bibliofilek Szövetsége, Bp., 1937
- Harc az ünnepért. Versek; Egyetemi Ny., Bp., 1938
- Szabó Lőrinc válogatott versei; Singer–Wolfner, Bp., 1940
- Laurent Szabó: Sigismond Móricz; előszó Illyés Gyula; Société de la Nouvelle Revue de Hongrie, Bp., 1942
- Szabó Lőrinc összes versei. 1922–1943; Singer–Wolfner, Bp., 1943
- Szabó Lőrinc–Szalay Lajos: Tizenkét vers, tizenkét rajz; Singer–Wolfner, Bp., 1943
- Régen és most (1943)
- Tücsökzene. Rajzok egy élet tájairól; Magyar Élet, Bp., 1947
- Szabó Lőrinc válogatott versei 1922–1956; bev., vál. Illyés Gyula; Magvető, Bp., 1956
- A huszonhatodik év. Lírai requiem százhúsz szonettben; Magvető, Bp., 1957
- Szabó Lőrinc összegyűjtött versei; utószó Sőtér István; Magvető, Bp., 1960
- Kicsi vagyok én...; rajz Würtz Ádám rajzaival; Móra, Bp., 1961
- A költészet dicsérete. Cikkek, tanulmányok; vál., szerk., bev. Simon István; Szépirodalmi, Bp., 1967
- Lóci óriás lesz; rajz Würtz Ádám; Móra, Bp., 1974
- Szavakkal nő a gyász. Posztumusz szonettek; utószó Kabdebó Lóránt; Szépirodalmi, Bp., 1974 (Mikrokozmosz füzetek)
- Napló, levelek, cikkek; vál., sajtó alá rend., bev., jegyz. Kabdebó Lóránt; Szépirodalmi, Bp., 1974 (Műhely)
- Szabó Lőrinc összegyűjtött versei. G. Szabó Lőrinc visszaemlékezésével; szöveggond. Szilágyi Péter; Szépirodalmi, Bp., 1977
- Érlelő diákévek. Napló, levelek, dokumentumok, versek Szabó Lőrinc pályakezdésének éveiből, emlékezések az 1915–1920-as évekről; összeáll., vál., sajtó alá rend., bev., jegyz. Kabdebó Lóránt; PIM–NPI, Bp., 1979
- Szabó Lőrinc hévízi versfüzete. A hasonmásban mellékelt kézirat szövege; bemutatja Kabdebó Lóránt; Magyar Helikon, Bp., 1980 (Kézirattár)
- Könyvek és emberek az életemben. Prózai írások; vál., szerk., szöveggond., jegyz. Steinert Ágota; Magvető, Bp., 1984
- Harminchat év. Szabó Lőrinc és felesége levelezése, 1–2.; sajtó alá rend., bev., jegyz. Kabdebó Lóránt; Magvető, Bp., 1989-1993
- Bírákhoz és barátokhoz. Napló és védőbeszédek 1945-ből; sajtó alá rend., utószó, jegyz. Kabdebó Lóránt; Magvető, Bp., 1990
- Vers és valóság. Összegyűjtött versek és versmagyarázatok, 1–2.; szerk., szöveggond., utószó, jegyz. Kabdebó Lóránt; Magvető, Bp., 1990
- Utazás Erdélyben. Cikkek, versek és levelek; sajtó alá rend., utószó Kabdebó Lóránt; Mikszáth–Magyar Irodalomtörténeti Társaság, Salgótarján–Bp., 1992 (A Magyar Irodalomtörténeti Társaság kiskönyvtára)
- Magyar sors és fehér szarvas. Válogatott prózai írások; szerk. Bognár József; Magyar Fórum, Bp., 1994 (Magyar Fórum könyvek)
- Egy volt a világ. Versek gyermekeknek, fiataloknak; Felsőmagyarország–Széphalom Könyvműhely, Miskolc–Bp., 1996
- Szabó Lőrinc hévízi versfüzete; szerk., képvál. Kabdebó Lóránt; Önkormányzat, Hévíz, 1997 (Hévízi könyvtár)
- Huszonöt év. Szabó Lőrinc és Vékesné Korzáti Erzsébet levelezése; sajtó alá rend., jegyz. Kabdebó Lóránt és Lengyel Tóth Krisztina; Magvető,Bp., 2000
- Homlokodtól fölfelé. In memoriam Szabó Lőrinc; vál., szerk., összeáll. Domokos Mátyás; Nap, Bp., 2000
- Ne panaszold a magányodat! Kodolányi János levelezése Szabó Lőrinccel és Szabó Lőrincné Mikes Klárával. 1948–1957; sajtó alá rend., előszó, jegyz. Horányi Károly; Argumentum, Bp., 2002
- "A megélt költemény". Szabó Lőrinc levelezése Bernáth Auréllal és családjával, 1933–1957; sajtó alá rend., előszó, jegyz. Horányi Károly; ME BTK, Miskolc, 2003 (Szabó Lőrinc füzetek)
- Emlékezések és publicisztikai írások; szöveggond., jegyz., utószó Kemény Aranka; Osiris, Bp., 2003 (Osiris klasszikusok)
- Vallomások. Naplók, beszélgetések, levelek; szerk. Horányi Károly, Kabdebó Lóránt; Osiris, Bp., 2008 (Osiris klasszikusok)
- Irodalmi tanulmányok, előadások, kritikák; szöveggond., jegyz. utószó Kemény Aranka; Osiris, Bp., 2013 (Osiris klasszikusok)

### Fontosabb műfordításai
- Stifter: A pusztai falu (1921)
- Strindberg: A csöndes ház (bem. 1925)
- Shakespeare: Szonettek (1921, majd 1948)
- Shakespeare: Athéni Timon (1935)
- Shakespeare: Ahogy tetszik (1938)
- Kleist: Amphitryon (1938)
- Shakespeare: Macbeth (1939)
- Shakespeare: Troilus és Cressida (1948)
- Goethe: Werther szerelme és halála
- Racine: Andromaché (1949)
- Molière: Nők iskolája – Embergyűlölő – Psyché
- Hardy: Egy tiszta nő (1952)
- Maupassant: A kicsike – A gyónás – Az öreg – A gyáva – Az ékszer – A koldus – A vallomás – Az apagyilkos
- Storm: Aquis submersus
- Droste-Hülshoff: A zsidóbükk
- Shakespeare: Vízkereszt, vagy amit akartok (1954)
- Goldoni: A hazug (1955)
- Örök barátaink – Összegyűjtött versfordítások (1960)

## Szervezeti tagságai
- A Európai Irodalmi Társaság magyar tagozatának tagja (1942)[11]
- Magyar Mickiewicz Társaság[12]

## Származása
| Szabó Lőrinc (Miskolc, 1900. márc. 31.– Budapest, 1957. okt. 3.) költő, műfordító, ref. | Apja: Szabó Lőrinc Bálint (Apa, 1874. jún. 3. – 1946) vasúti fékező, mozdonyvezető ref. | Apai nagyapja: gáborjáni Szabó Sámuel Lőrinc (1830 – 1888) ref. | Apai nagyapai dédapja: gáborjáni Szabó Sámuel (1801 – ?)   |
| Szabó Lőrinc (Miskolc, 1900. márc. 31.– Budapest, 1957. okt. 3.) költő, műfordító, ref. | Apja: Szabó Lőrinc Bálint (Apa, 1874. jún. 3. – 1946) vasúti fékező, mozdonyvezető ref. | Apai nagyapja: gáborjáni Szabó Sámuel Lőrinc (1830 – 1888) ref. | Apai nagyapai dédanyja: egri Bónis Terézia (1809 – ?)      |
| Szabó Lőrinc (Miskolc, 1900. márc. 31.– Budapest, 1957. okt. 3.) költő, műfordító, ref. | Apja: Szabó Lőrinc Bálint (Apa, 1874. jún. 3. – 1946) vasúti fékező, mozdonyvezető ref. | Apai nagyanyja: milotai Baráth Terézia (1847 – 1928) ref.       | Apai nagyanyai dédapja: milotai Baráth János (1816 – 1848) |
| Szabó Lőrinc (Miskolc, 1900. márc. 31.– Budapest, 1957. okt. 3.) költő, műfordító, ref. | Apja: Szabó Lőrinc Bálint (Apa, 1874. jún. 3. – 1946) vasúti fékező, mozdonyvezető ref. | Apai nagyanyja: milotai Baráth Terézia (1847 – 1928) ref.       | Apai nagyanyai dédanyja: Molnár Terézia                    |
| Szabó Lőrinc (Miskolc, 1900. márc. 31.– Budapest, 1957. okt. 3.) költő, műfordító, ref. | Anyja: Panyiczky Ilona (Tiszalök, 1879. febr. 8. – 1947) ref.                           | Anyai nagyapja: Panyiczky János cséplőgépész, ref.              | Anyai nagyapai dédapja: Panyiczky János                    |
| Szabó Lőrinc (Miskolc, 1900. márc. 31.– Budapest, 1957. okt. 3.) költő, műfordító, ref. | Anyja: Panyiczky Ilona (Tiszalök, 1879. febr. 8. – 1947) ref.                           | Anyai nagyapja: Panyiczky János cséplőgépész, ref.              | Anyai nagyapai dédanyja: n. a.                             |
| Szabó Lőrinc (Miskolc, 1900. márc. 31.– Budapest, 1957. okt. 3.) költő, műfordító, ref. | Anyja: Panyiczky Ilona (Tiszalök, 1879. febr. 8. – 1947) ref.                           | Anyai nagyanyja: Kubányi Julianna róm. kath.                    | Anyai nagyanyai dédapja: n. a.                             |
| Szabó Lőrinc (Miskolc, 1900. márc. 31.– Budapest, 1957. okt. 3.) költő, műfordító, ref. | Anyja: Panyiczky Ilona (Tiszalök, 1879. febr. 8. – 1947) ref.                           | Anyai nagyanyja: Kubányi Julianna róm. kath.                    | Anyai nagyanyai dédanyja: n. a.                            |

## Szakirodalom
- Just Béla: Botrány. Szabó Lőrinc és Vas István Villon-fordításának bírálata; szerzői, Bp., 1940
- Moravánszky Ákos: Szabó Lőrinc lírája; Lehotai Ny., Debrecen, 1943
- Szabó Lőrinc. A költő műveinek, műfordításainak, prózai írásainak válogatott bibliográfiája. Tanulmányok, cikkek a költőről; összeáll. Sotkó Józsefné, bev. Sőtér István, utószó Szíjgyártó László; Miskolci II. Rákóczi Ferenc Könyvtár, Miskolc, 1966
- Kabdebó Lóránt: Szabó Lőrinc a lázadás küszöbén. (Kalibán); Városi Könyvtár, Miskolc, 1966 (Borsod-miskolci füzetek Irodalomtörténet)
- Kabdebó Lóránt: Szabó Lőrinc lázadó évtizede, 1918–1928; Szépirodalmi, Bp., 1970
- Steinert Ágota: Küzdelem a harmóniáért. Szabó Lőrinc költői világa; ELTE soksz., Bp., 1971 (Bölcsészdoktori értekezések)
- Rába György: Szabó Lőrinc; Akadémiai, Bp., 1972 (Kortársaink)
- Elek László: Gyermekversek elemzése; s.n., Szarvas–Kecskemét–Sopron, 1972 (Óvónők modern kiskönyvtára)
- Lászlóffy Aladár: Szabó Lőrinc költői helyzetei. Vázlat egy monográfiához; Dacia, Kolozsvár, 1973 (Kismonográfiák)
- F. Csanak Dóra: Szabó Lőrinc kéziratos hagyatéka Ms 6450–Ms 7405; Házi soksz., Bp., 1973 (A Magyar Tudományos Akadémia Könyvtára Kézirattárának katalógusai)
- Kabdebó Lóránt: Útkeresés és különbéke. Szabó Lőrinc 1929–1944; Szépirodalmi, Bp., 1974
- Az összegezés ideje. Szabó Lőrinc, 1945–1957; Szépirodalmi, Bp., 1980
- Sándor Judit: "Szeressétek a gyermekeimet!". Szabó Lőrinc, a költő-apa; Móra, Bp., 1982
- Kabdebó Lóránt: Szabó Lőrinc; Gondolat, Bp., 1985 (Nagy magyar írók)
- Anton N. Nyerges: Swallow the sun. The poetry of Lőrinc Szabó; szerzői, Richmond, 1986
- A lélek mentőövei. Versek Szabó Lőrincről; gyűjt., vál., szerk., jegyz. Bényei József; Szabolcs-Szatmár-Bereg Megyei Tanács, Nyíregyháza, 1990 (Koszorú)
- Kabdebó Lóránt: "A magyar költészet az én nyelvemen beszél". A kései Nyugat-líra összegződése Szabó Lőrinc költészetében; Argumentum, Bp., 1992 (Irodalomtörténeti füzetek)
- G. Szabó Lőrinc: Az utolsó háromszázöt perc... A fiú gondolatai az apa mellett; Kiss Ferenc, Bp., 1993
- Tanulmányok Szabó Lőrincről; szerk. Kabdebó Lóránt, Menyhért Anna; Anonymus, Bp., 1997 (Újraolvasó)
- Tücsökzene. Rajzok egy élet tájairól, 1945–1957. Válogatás Szabó Lőrinc azonos című kötetéből, a költő születésének 100. évfordulója alkalmából; összeáll. Pasqualetti Zsófia; PIM KIK, Bp., 2000
- A ciklon szélcsendjében. Emlékezések, dokumentumok Szabó Lőrinc 1956. október 23-i miskolci irodalmi estjéről, illetve Miskolc irodalmi életének szerepéről az 1956-os forradalomban; sajtó alá rend., bev., jegyz. Fazekas Csaba; Bíbor, Miskolc, 2000
- Az ígéret városa. Szabó Lőrinc Debrecen-élménye; szöveggond., szerk., tan. Bíró Éva, utószó Kabdebó Lóránt; Debreceni Irodalmi Múzeum, Debrecen, 2000 (A Hajdú-Bihar megyei múzeumok közleményei)
- Kabdebó Lóránt: Szabó Lőrinc pályaképe; Osiris, Bp., 2001
- Szabó Lőrinc könyvtára, 1–2.; Forgács Anita adatbázisát kieg., jegyz., katalógus szerk., bev. Buda Attila; ME BTK, Miskolc, 2002–2006
- Buda Attila: Szabó Lőrinc. Életrajzi bevezető; Elektra Kiadóház, Bp., 2002 (Élet-kép sorozat)
- Mario de Bartolomeis: Saggi letterari e storici; O.L.F.A., Ferrara, 2003 (Collana quaderni letterari. Saggistica)
- Szabó Lőrinc németországi utazásai. Fekete-erdő és Ulm; sajtó alá rend. Pásztor Imre; ME BTK, Miskolc, 2004 (Szabó Lőrinc füzetek)
- Felszeghi Sára: "Álommá zsongul a tücsökzene". Szabó Lőrinc betegségei; ME BTK, Miskolc, 2005 (Szabó Lőrinc füzetek)
- Lászlóffy Aladár: Szabó Lőrinc költői helyzetei. Vázlat egy monográfiához; előszó Kabdebó Lóránt; Polis, Kolozsvár, 2005 (Kettős tükörben)
- Kabdebó Lóránt: Szabó Lőrinc "pere"; Argumentum, Bp., 2006
- Szabó Lőrinc környezetének naplói; vál., sajtó alá rend., utószó Tóth Mariann; ME BTK, Miskolc, 2007 (Szabó Lőrinc füzetek)
- Körmendy Kinga: Szabó Lőrinc kéziratos hagyatéka II. Ms 2270–Ms 2287; MTA Könyvtára, Bp., 2007 (A Magyar Tudományos Akadémia Könyvtára Kézirattárának katalógusai)
- Felszeghi Sára: Kór-képek. A betegség mint poétikai eszköz a magyar irodalomban; Napkút, Bp., 2008
- "Így tévedtem el bennetek, szavak". Szabó Lőrinc Debrecenben; összeáll. Keczán Mariann, Szabó Anna Viola; Déri Múzeum, Debrecen, 2009 (Irodalmi szelence)
- Kulcsár-Szabó Zoltán: Tükörszínjátéka agyadnak. Poétikai problémák Szabó Lőrinc költészetében; Ráció, Bp., 2010 (Ráció-tudomány)
- Ćurković-Major Franciska: Szabó Lőrinc kelet-adriai utazásai; ME BTK Szabó Lőrinc Kutatóhely, Miskolc, 2010 (Szabó Lőrinc füzetek)
- Kabdebó Lóránt: Titkok egy élet/mű-ben. Szabó Lőrinc utolsó versciklusának poétikai és filológiai szembesítése; ME BTK Szabó Lőrinc Kutatóhely, Miskolc, 2010 (Szabó Lőrinc füzetek)
- Kabdebó Lóránt: Mesék a költőről. Szabó Lőrinc-tanulmányok; Ráció, Bp., 2011
- Szele Bálint: Szabó Lőrinc Shakespeare-drámafordításai; Semmelweis, Bp., 2012
- Nagy Csilla: Megvont határok. Tér, táj, énkoncepció József Attila és Szabó Lőrinc 1930-as évekbeli költészetében; Ráció, Bp., 2014 (Ráció-tudomány)
- Kabdebó Lóránt: "Nyílik a lélek". Kettős látás a 20. századi lírában. Szabó Lőrinc "rejtekútja"; Ráció, Bp., 2015
- Mezei Gábor: Fordítás és anyagiság. Az írás mint kultúrtechnika az Örök barátainkban; Ráció, Bp., 2016
- Magyar életrajzi lexikon (Akadémiai Kiadó, Budapest, 1967)
- A magyar irodalom története (Kossuth Könyvkiadó, 1982)
- Domokos Mátyás: Ugyanarról másképpen / Lírai életregény – filológiai rejtelmekkel. Szabó Lőrinc posztumusz szonettjei kapcsán. 1975. ISBN 963 15 0951 6
- Kárpáti Béla: Miskolci irodalom, irodalom Miskolcon (Miskolc, 1989)

## Külső hivatkozások
- Szabó Lőrinc művei a Magyar Elektronikus Könyvtárban
- Szele Bálint: Szabó Lőrinc Shakespeare-drámafordításai (doktori disszertáció) Archiválva 2014. augusztus 19-i dátummal a Wayback Machine-ben
- Szabó Lőrinc profilja a Digitális Irodalmi Akadémia honlapján
- Kabdebó Lóránt a Szabó Lőrinc politikai perének dokumentációjáról szóló könyvéről
- Szabó Lőrinc művei műfordításokban – Bábel webantológia
- Szabó Lőrinc emlékszobra a debreceni Medgyessy sétányon
- Vers és valóság – a Miskolci Egyetem Szabó Lőrinc Kutatóhelyének és a Magyar Tudományos Akadémia Könyvtárának Szabó Lőrinc-honlapja